# Luigi Randanini
Luigi Randanini (Roma, 30 marzo 1802 – Roma, 13 gennaio 1866) è stato un commediografo italiano.
Pioniere del teatro popolare romano, è autore di alcune commedie in dialetto romanesco.

## Biografia

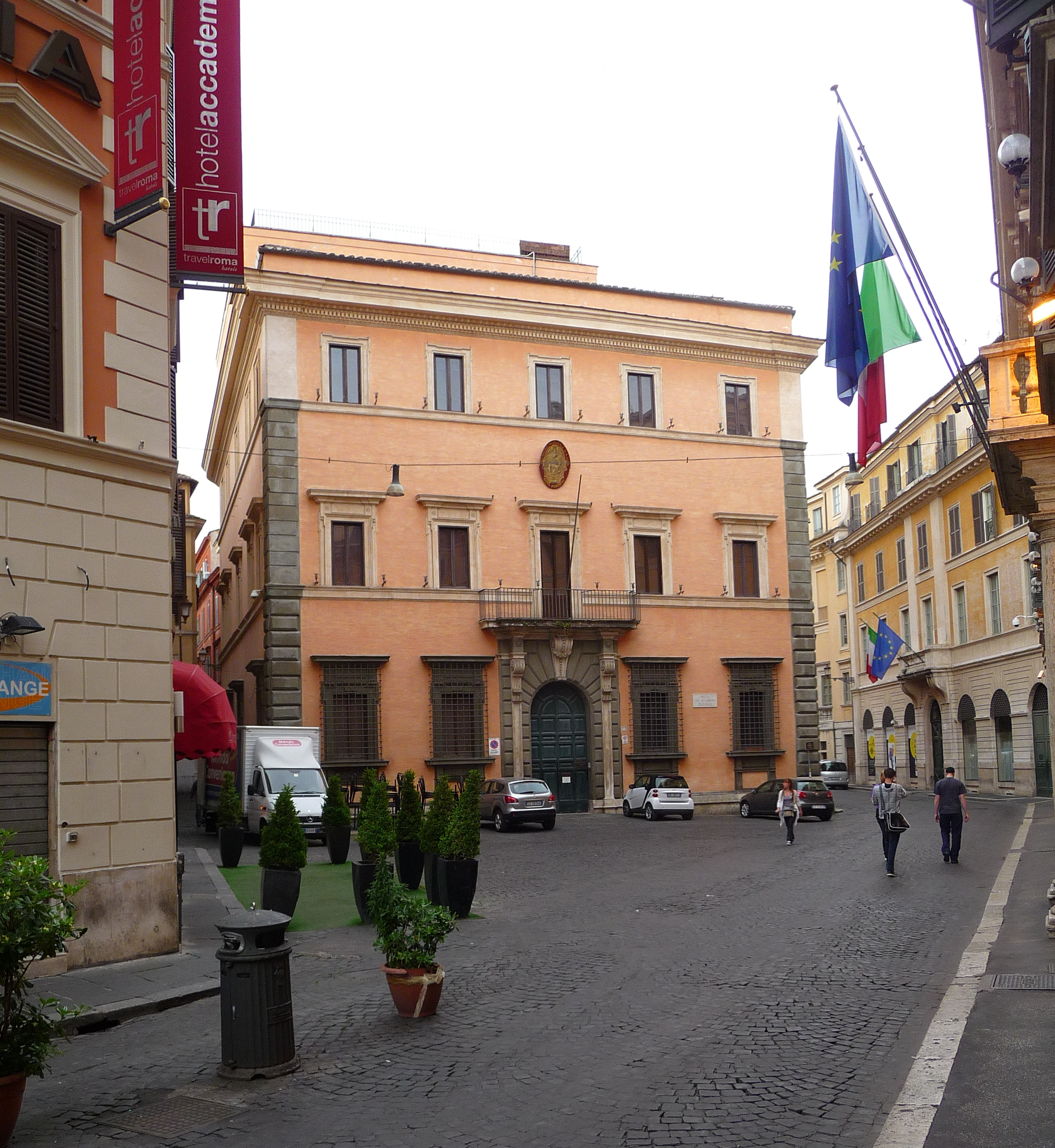
Roma, Palazzo Carpegna, sede dell'Accademia nazionale di San Luca

Nato a Roma nel 1802, figlio di Gaspare e Teresa Cantoni, studiò disegno presso la celebre Accademia di San Luca ma, appassionato di teatro ed attratto dalle commedie di Goldoni, ben presto si iscrisse alla società filodrammatica Accademia degli Imperiti ove interpretò alcuni personaggi delle commedie del suo autore preferito.
Il desiderio del giovane di dedicarsi professionalmente al teatro trovò la decisa opposizione del padre. Costui, valente latinista e di famiglia nobile, sia pure decaduta, riteneva la decisione del figlio incompatibile con le convenienze sociali del suo rango. 
Nonostante questo, Luigi recitò con successo, per una intera stagione, nel Teatro Tordinona. Gaspare impose, comunque, che il nome del figlio non apparisse nei manifesti teatrali.
Costretto a concludere la breve esperienza di attore caratterista, si impiegò come segretario nei tribunali rionali, dapprima in quello di Ponte e, successivamente, in quello di Regola.
L'esperienza vissuta, in contatto con le baruffe e le piccole liti del popolo minuto, fece sorgere in lui il desiderio di trascrivere, in lingua romanesca, caratteri e vicende della vita reale dei suoi concittadini. Nacquero da questa ispirazione alcune commedie che, in parte, adattarono all'ambiente romano lo spirito delle opere goldoniane.
Con la morte o l'abbandono delle scene di alcuni valenti attori, interpreti delle sue commedie, Randanini concluse la produzione teatrale ed iniziò a collaborare, scrivendo sia in lingua che in dialetto, con alcuni periodici,  tra i quali Il giornale degli architetti, Il girovago farfalla, Le fabbriche, Cento e un ragguaglio d'arte, Arti e Lettere.
Già in età matura, si sposò con Semiramide Delicati ed ebbe da questa due figli di cui uno morì ancora bambino. Amico del poeta e lessicografo Filippo Chiappini (1836-1905), che lo ricordò con affetto nelle pagine di Notizie biografiche di Luigi Randanini scrittore romanesco, gli donò i suoi manoscritti.
Morì nella città natale, a sessantatré anni, nel 1866 e fu sepolto nel cimitero del Verano.

## Opere
- 1838 - Prologo alla Didona abbandonata;
- 1839 - Er matrimogno de Ciavattella;
- 1844 - Arrivamento de la gran maravija der ballo;
- 1844 - Urtimo salutamento a la gran maravija der ballo;
- 1844 - La Piazzetta;
- 1844 - Li quattro scontenti.